# 3134 Костинський
3134 Костинський (3134 Kostinsky) — астероїд головного поясу, відкритий 5 листопада 1921 року.
Тіссеранів параметр щодо Юпітера — 2,997.